# شون تياس
شون تياس (Sean Tyas) هو دي جي ومنتج أسطوانات أمريكي مختص في الموسيقى إلكترونية وموسيقى ترانس.

## روابط خارجية
- شون تياس على موقع ميوزك برينز (الإنجليزية)
- شون تياس على موقع ديسكوغز (الإنجليزية)